# Ben Hallock
Benjamin "Ben" Hallock (Santa Barbara, 1997. november 22.–) háromszoros világliga ezüst- és egyszeres világkupa-bronzérmes amerikai válogatott vízilabdázó, a Pro Recco játékosa center poszton.

## Sportpályafutása
Kilencéves korában kezdett szülei tanácsára vízilabdázni. 2020-ban A Stanford Egyetem együttesétől Európába, az olasz Pro Recco-hoz igazolt. Az olasz sztárklub színeiben 2021 és 2023 között három alkalommal is a dobogó legefelső fokára állhatott a Bajnokok ligájában. Válogatottként három alkalommal: 2016-ban, 2021-ben és 2022-ben világliga-ezüstérmet, valamint 2023-ban hazai pályán világkupa-bronzérmet szerzett.

## Eredményei

### Klubcsapattal

#### Pro Recco
- Olasz bajnokság
  - Aranyérmes: 2021, 2022, 2023
- Olasz kupa
  - Aranyérmes: 2021, 2022, 2023
- Bajnokok ligája
  - Aranyérmes: 2021, 2022, 2023

### Válogatottal

#### Egyesült Államok
- Világliga ezüstérmes (Hujcsou, 2016)
- Olimpiai 10. helyezett (Rio de Janeiro, 2016)
- Világliga 4. helyezett (Ruza, 2017)
- Világbajnoki 13. helyezett (Budapest, 2017)
- Világkupa 6. helyezett (Berlin, 2018)
- Világbajnoki 9. helyezett (Kvangdzsu, 2019)
- Pánamerikai játékok aranyérmes (Lima, 2019)
- Világliga ezüstérmes (Tbiliszi, 2021)
- Olimpiai 6. helyezett (Tokió, 2021)
- Világliga ezüstérmes (Strasbourg, 2022)
- Világbajnoki 6. helyezett (Budapest, 2022)
- Világkupa bronzérmes (Los Angeles, 2023)
- Világbajnoki 7. helyezett (Fukuoka, 2023)